# Агафія Ростиславна
Агафія (Огафія) Ростиславна (народилася близько 1151 — померла, за різними версіями, після 1174/75 або після 1180) — представниця руської княжої династії Рюриковичів (гілка Мономаховичів), дочка великого князя Київського Ростислава Мстиславича та друга дружина новгород-сіверського князя Олега Святославича. За однією з гіпотез, що носить ненауковий характер, — авторка «Слова о полку Ігоревім».

## Життєпис
Агафія Ростиславна належала до династії Рюриковичів. Вона була дочкою Ростислава Мстиславича — засновника смоленського князівського будинку, великого князя київського у 1154—1167 роках (з перервами), сина Мстислава Великого та онука Володимира Мономаха. Виходячи з дати одруження, польський дослідник Даріуш Домбровський пише про «усереднену» дату народження княжни — 1151; імовірно, Агафія була молодшою за всіх чотирьох своїх братів і сестри, дружини Всеслава Васильковича Вітебського. У джерелах згадується лише одна Рюриківна, на ім'я Агафія, яка жила до середини XII століття, — дочка Володимира Мономаха. Можливо, Ростислав Мстиславич (племінник Агафії Володимирівни по батькові) саме на її честь назвав свою дочку.
Агафія взяв шлюб із представником гілки Ольговичів — новгород-сіверським князем Олегом Святославичем, для якого це був другий шлюб (першим шлюбом він був одружений на дочці Юрія Долгорукого). 1167 року вона народила сина, князя рильського Святослава Ольговича, який отримав в хрещенні ім'я Борис. Дослідник Д. Донськой пише також про дочку Агафії та Олега, але Домбровський впевнений, що це помилка.
У джерелах Агафія згадується лише двічі, і в обох випадках це Іпатіївський літопис. Перша згадка датується 6673 роком від створення світу (1165 року від Різдва Христового), коли княжна вступила у шлюб: «…Ведена бысть Ростиславна Огафья за Олга за Святославича, мѣсяца июня въ 29 день» Друга згадка пов'язана з подіями 6676 року від створення світу, коли Агафія разом із чоловіком зустрілася зі своїм батьком у місті Чечерськ у Чернігівській землі: «Поиде Ростиславъ Новугороду… и приде Чичьрьску к зяти Олгови ту бо бѣ Олегъ ждалъ его с женою и поя Олегъ Ростислава на обѣдъ. и бысть радость велика въ тъ день межи ими… На оутрии же день възва Ростиславъ к собѣ Олга и дчерь и паче болшими дарми оучредивъ всихъ иде Смоленьску». Відомо, що це сталося наприкінці березневого року. Д. Домбровський датує зустріч у Чичерську лютим 1167 року, Л. Дмитрієв — 1168 роком.
Про подальшу долю Агафії джерела нічого не відомо: невідома навіть дата смерті. У зв'язку з подіями 1174/75 року літописець називає синів Ростислава Мстиславича шуринами Олега Святославича, і це може означати, що на той момент Агафія ще була жива. За однією з версій вона пережила свого чоловіка, який помер 18 січня 1180 року. Остання надійна згадка про єдиного сина княгині належить до 1185 року.
Небіж Олега Святославича Святослав Ігорович дав своїй дочці (згодом дружині Конрада Мазовецького) ім'я Агафія. Можливо, він назвав її на честь тітки.

## Агафія та «Слово про похід Ігорів»
У 1979 році історик-аматор Ігор Державець висунув припущення про те, що Агафія Ростиславна могла бути авторкою «Слова о полку Ігоревім», головний герой якого був її дівером. Виходячи з упевненості в тому, що автор поеми — член княжої династії, Державець спочатку виключив по одному всіх князів, а потім припустив, що «Слово» могла написати жінка. Він побачив вказівку на Агафію в словах «Рекъ Боянъ и Ходына…». На думку Л. Дмитрієва, аргументація Державця явно ненаукова.